# José Sena
José Manuel Mendonca Sena (nascido em 13 de julho de 1955) é um atleta de fundo português. Ele competiu nos 3000 metros com obstáculos nos Jogos Olímpicos de Verão de 1980.